# Andreas Birkmann
Andreas Birkmann (* 14. August 1939 in Rheydt/Niederrhein) ist ein deutscher Politiker (CDU).
Birkmann promovierte 1967 in Köln zum Dr. jur. und legte am 13. September 1967 im OLG-Bezirk Düsseldorf seine Zweite juristische Staatsprüfung ab. Mit Wirkung vom 1. Februar 1972 wurde er am Landgericht Düsseldorf zum Richter auf Lebenszeit ernannt. 1974 wechselte Birkmann an das Bundesministerium der Justiz nach Bonn-Bad Godesberg, wo er für einige Zeit als Regierungsdirektor tätig war. Mit Wirkung vom 1. Juni 1978 wechselte er als Richter an das Oberlandesgericht Düsseldorf.  1981 wurde Birkmann im Range eines Ministerialrates an das Justizministerium von Nordrhein-Westfalen versetzt. 1986 folgte er einem Ruf an den Bundesgerichtshof nach Karlsruhe, an dem er offiziell bis zum Ende des Jahres 1992 als Richter tätig war. Parallel dazu war er ab 1991 auch in der Staatskanzlei des Freistaates Thüringen tätig. Ab 1995 war er Staatssekretär im Thüringer Finanzministerium.
Als Nachfolger Otto Kretschmers wurde Birkmann 1999 Justizminister des Freistaates Thüringen.
Nach seinem Ausscheiden aus der Landesregierung im Jahre 2002 war er zunächst Mitinhaber der Anwaltskanzlei Tank, Feber und Birkmann in Karlsruhe. Seit 1. Januar 2008 ist er in der Erfurter Partnergesellschaft Rechtsanwälte Spilker & Coll. tätig.
Birkmann war in seinem Wohnort Stadtrat im Gemeinderat der Stadt Gernsbach, Stellvertretender Fraktionsvorsitzender der CDU und Mitglied des Vorstandes des Stadtverbandes der CDU Gernsbach.
Birkmann ist Mitglied des Familienbundes der Katholiken, dessen Präsident er von 1996 bis 2000 war. Er ist Mitglied der K.D.St.V. Borusso-Westfalia Bonn. Er ist Mitglied der Multiple Sklerose Gesellschaft (DMSG), Landesverband Thüringen, dessen Vorsitzender er von 1995 bis 2003 war.
Dem Wirtschaftsverband Thüringen gehört Birkmann als juristischer Berater und Ehrensenator an. Er ist Träger des Verdienstordens des Freistaats Thüringen.